# Greenland Centre (Xi'an)
El Grenland Centre,antes conocido com el Xi'an Greenland Center, es un rascacielos superalto actualmente en construcción el la ciudad de Xi'an, en China. El edificio fue diseñado por César Pelli. La construcción comenzó en 2019 y está previsto que termine en 2025. Se espera que tenga 101 plantas y que mida 498 metros.